# Фэган, Линда Ли

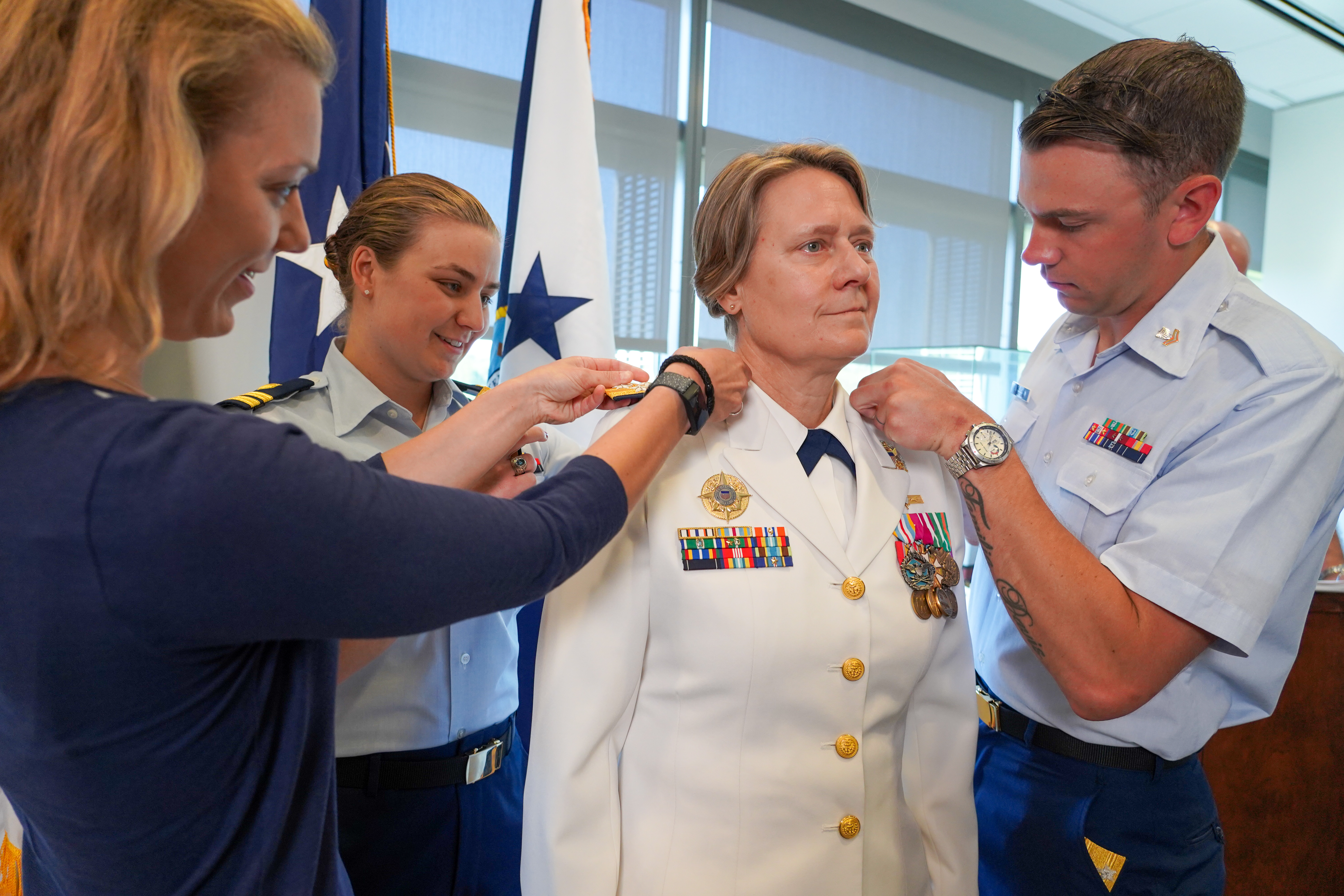
Вице-адмирала Фэган производят в звание адмирала, 18 июня 2021 года.

Линда Ли Фэган (англ. Linda Lee Fagan, род 1 июля 1963) — адмирал, 27-й комендант, 32-й вице-комендант Береговой охраны США. Занимала посты командира сектора Нью-Йорк, командира первого сектора, заместителя по операциям, политике и возможностям, командира Тихоокеанского района. Первая женщина-адмирал Береговой охраны. Первой из офицеров получила Золотой трезубец за самую длительную службу на ниве безопасности кораблевождения. В апреле 2021 года министр внутренней безопасности Алехандро Майоркас выдвинул её кандидатуру на пост вице-коменданта Береговой охраны на смену Чарльзу У. Рею. 17 июня 2021 кандидатура была утверждена, а 18 июня Фэган заняла пост вице-коменданта.
В апреле 2022 года было объявлено что Фэган сменит Карла Шульца на посту коменданта Береговой охраны, что сделает её первой женщиной в истории США, возглавившей целый род войск. 7 апреля 2022 года её номинация была представлена в Сенат США, 11 мая кандидатура была одобрена единогласно. Фэган приняла пост 1 июня.
Родилась в г. Колумбус, штат Огайо. В 1985 году окончила Академию Береговой охраны США со степенью бакалавра искусств по морским наукам. В 2000 году получила степень магистра по морским делам от университета штата Вашингтон и в 2008 году степень магистра по стратегии национальной безопасности промышленного колледжа вооружённых сил университета национальной безопасности.
Фэган родилась в семье Джона Харли Кина и Лоан Кэрол (дев. Моррис) Кин. Её дочь Эйлин также выпускник Академии Береговой охраны США.

## Награды и знаки отличия
|  |                            |  |
|  |                            |  |
|  |                            |  |
|  |                            |  |
|  |                            |  |
|  |                            |  |
|  | Бронзовая звезда за службу |  |
|  |                            |  |
|  |                            |  |
|  |                            |  |
|  |                            |  |
|  |                            |  |

| Значок  | Marine Safety Insignia                                                                  | Marine Safety Insignia                                                                   | Marine Safety Insignia                                                                       |
| 1-й ряд | Coast Guard Distinguished Service Medal                                                 | Coast Guard Distinguished Service Medal                                                  | Coast Guard Distinguished Service Medal                                                      |
| 2-й ряд | Медаль «За отличную службу»                                                             | Орден «Легион почёта» с двумя золотыми звёздами повторного награждения                   | Медаль «За похвальную службу»                                                                |
| 3-й ряд | Похвальная медаль (Береговая охрана) с литерой «О» и звездой "O" повторного награждения | Coast Guard Achievement Medal с литерой «О» и звездой повторного награждения             | Commandant's Letter of Commendation Ribbon с литерой «О»                                     |
| 4-й ряд | Coast Guard Presidential Unit Citation с символом «ураган»                              | Единая награда воинской части (подразделению)                                            | Единая награда воинской части (подразделению)                                                |
| 5-й ряд | Secretary of Transportation Outstanding Unit Award                                      | Coast Guard Meritorious Unit Commendation с литерой «О» и звездой повторного награждения | Похвальная благодарность армейской воинской части с четырьмя звёздами повторного награждения |
| 6-й ряд | Coast Guard Bicentennial Unit Commendation                                              | Медаль «За службу национальной обороне» с одной бронзовой звездой за службу              | Медаль «За службу в Антарктике»                                                              |
| 7-й ряд | Coast Guard Arctic Service Medal                                                        | Медаль «За участие в глобальной войне с терроризмом»                                     | Медаль «За гуманитарную помощь»                                                              |
| 8-й ряд | Coast Guard Sea Service Ribbon                                                          | Coast Guard Overseas Service Ribbon                                                      | U.S. Coast Guard Pistol Marksmanship ribbon                                                  |
| Значок  | Coast Guard Command Ashore insignia                                                     | Coast Guard Command Ashore insignia                                                      | Coast Guard Command Ashore insignia                                                          |
| Значок  | Joint Chiefs of Staff ID Badge                                                          | Joint Chiefs of Staff ID Badge                                                           | Joint Chiefs of Staff ID Badge                                                               |
| Значок  | Commandant Staff Badge                                                                  | Commandant Staff Badge                                                                   | Commandant Staff Badge                                                                       |